# Giletinci
Giletinci  falu Horvátországban, Bród-Szávamente megyében. Közigazgatásilag Csernekhez tartozik.

## Fekvése
Bródtól légvonalban 53, közúton 62 km-re északnyugatra, Pozsegától   légvonalban 24, közúton 31 km-re nyugatra, községközpontjától 3 km-re északnyugatra, a Psunj-hegység lejtőin, a Lučica-patak partján fekszik.

## Története
Első említésekor 1396-ban még Tarnóca volt a neve és az azonos nevű patak mentén feküdt. („Fluvius et poss. Tarnocha.”) Giletinc néven 1455-ben tűnik fel először. 1488-ban mindkét  nevén szerepel („Alpes supra possessionem Gylethyncz al. nom Tharnowcza”). Nevét birtokosáról, az 1290-ből ismert Gilet pozsegai ispánról kapta. 1540-ben felgyújtotta a török, mivel akkori birtokosa giletinci Osztrozsics Miklós valamivel tovább megtartotta a Psunj-hegység alatti várait és birtokait. Amikor 1602-ben és 1604-ben keresztény sereg tört be a cserneki szandzsákba keresztény lakossága Körös megyébe költözött. 
A török kiűzése után a 18. század elején főként Boszniából pravoszláv vlachok és katolikus horvátok települtek ide. A Psunj lejtőin szétszórtan fekvő Šagovina, Giletinci és Šumetlica falvaknak közös temetőjük volt. Istentiszteletre a Csernek határában álló Szent Lérárd templomba, később Csernekre jártak. A giletinci Szent Máté kápolnát 1765-ben említik először. Az első katonai felmérés térképén „Dorf Giletincze” néven található. Lipszky János 1808-ban Budán kiadott repertóriumában „Gilletinczy” néven szerepel.
Nagy Lajos 1829-ben kiadott művében „Geletincze” néven 48 házzal, 214 katolikus és 180 ortodox vallású lakossal találjuk.
1857-ben 158, 1910-ben 279 lakosa volt. Az 1910-es népszámlálás szerint lakosságának 97%-a horvát anyanyelvű volt. Pozsega vármegye Újgradiskai járásának része volt. Az első világháború után 1918-ban az új szerb-horvát-szlovén állam, majd később (1929-ben) Jugoszlávia része lett. 1991-től a független Horvátországhoz tartozik. 1991-ben lakosságának 98%-a horvát nemzetiségű volt. 1991 szeptemberében és októberében harcok dúltak itt a jugoszláv hadsereg és a szerb szabadcsapatok, valamint a horvát erők között. A falu végül horvát kézen maradt, de házai súlyosan megrongálódtak. A háborús károk helyrehozatalára és a gazdaság fejlesztésére kiemelt állami támogatást kap. 2011-ben a településnek 268 lakosa volt. Az egykori iskola helyén közösségi házat építettek. A helyi gazdaság alapja a mezőgazdaság, a szőlőtermesztés és az állattartás.

## Lakossága
| Lakosság változása | Lakosság változása | Lakosság változása | Lakosság változása | Lakosság változása | Lakosság változása | Lakosság változása | Lakosság változása | Lakosság változása | Lakosság változása | Lakosság változása | Lakosság változása | Lakosság változása | Lakosság változása | Lakosság változása | Lakosság változása |
| ------------------ | ------------------ | ------------------ | ------------------ | ------------------ | ------------------ | ------------------ | ------------------ | ------------------ | ------------------ | ------------------ | ------------------ | ------------------ | ------------------ | ------------------ | ------------------ |
| 1857               | 1869               | 1880               | 1890               | 1900               | 1910               | 1921               | 1931               | 1948               | 1953               | 1961               | 1971               | 1981               | 1991               | 2001               | 2011               |
| 158                | 190                | 173                | 220                | 241                | 279                | 277                | 326                | 363                | 333                | 336                | 314                | 310                | 289                | 297                | 268                |

## Nevezetességei
Szent Máté apostol és evangélista tiszteletére szentelt római katolikus kápolnáját 1922-ben építették a 18. századi fakápolna helyén, melyet már 1765-ben említenek. A délszláv háború idején 1991-ben a szerb erők lerombolták, 1993-ban a helyiek újjáépítették.
A falu közvetlen közelében található a Bačica-víztározó. Környéke kedvelt kirándulóhely védett növény- és állatvilággal.